# نيكول بادجي
نيكول بادجي (بالإنجليزية: Nicole Paggi)‏ هي ممثلة أمريكية، ولدت في 15 أغسطس 1977 بأوستن في الولايات المتحدة.

## أعمال

### مسلسلات
- التحقيق في موقع الجريمة
- ميامي
- نيويورك
- هوب وفيث

## وصلات خارجية
- نيكول بادجي على موقع IMDb (الإنجليزية)
- نيكول بادجي على موقع ألو سيني (الفرنسية)
- نيكول بادجي على موقع أول موفي (الإنجليزية)
- نيكول بادجي على موقع قاعدة بيانات الفيلم (الإنجليزية)
- نيكول بادجي على موقع كينوبويسك (الروسية)